# Rebel (telessérie de 2021)
Rebel é uma série de televisão de comédia dramática legal americana inspirada na vida de Erin Brockovich, criada por Krista Vernoff, que estreou na ABC em 8 de abril de 2021 e foi concluída em 10 de junho de 2021. Em maio de 2021, a série foi cancelada após uma temporada.

## Elenco e personagens

### Principal
- Katey Sagal como Annie "Rebel" Bello[4]
- John Corbett como Grady Bello,[4] terceiro marido de Rebel que está se divorciando dela
- Lex Scott Davis como Cassidy,[4] uma advogada e filha de Rebelde com seu segundo marido, Benji
- Tamala Reneé Jones como Lana,[4] uma investigadora particular, melhor amiga e ex-cunhada de Rebel. Ela é irmã de Benji e tia de Cassidy.
- James Lesure como Benji,[4] segundo ex-marido de Rebel e pai de Cassidy
- Kevin Zegers como Nate,[4] um médico e filho de Rebel com seu primeiro marido, Woodrow
- Sam Palladio como Luke,[4] um advogado e um associado júnior no escritório de advocacia de Benji
- Ariela Barer como Ziggy,[4] filha adotiva de Rebel e Grady. Ela é uma adicta em recuperação com Lana como sua patrocinadora.
- Andy Garcia como Julian Cruz,[5] chefe de Rebel que perdeu a esposa depois que ela recebeu a válvula cardíaca Stonemore

### Estrela convidada
- Mary McDonnell como Helen Peterson

### Recorrente
- Matthew Glave como Woodrow Flynn, um policial que é o primeiro ex-marido de Rebel e pai de Nate
- Mo McRae como Amir
- Jalen Thomas Brooks como Sean
- Adam Arkin como Mark Duncan
- Dan Bucatinsky como Jason Erickson
- Abigail Spencer como Dr. Misha Nelson

## Episódios
| N.º | Título                         | Dirigido por        | Escrito por                                             | Exibição original   | Audiência EUA (milhões) |
| --- | ------------------------------ | ------------------- | ------------------------------------------------------- | ------------------- | ----------------------- |
| 1   | "Pilot"                        | Marc Webb           | Krista Vernoff                                          | 8 de abril de 2021  | 3.65                    |
| 2   | "Patient X"                    | Adam Arkin          | Krista Vernoff                                          | 15 de abril de 2021 | 3.57                    |
| 3   | "Superhero"                    | Wendey Stanzler     | Jamie Denbo                                             | 22 de abril de 2021 | 3.14                    |
| 4   | "The Right Thing"              | Adam Arkin          | Henry Robles                                            | 6 de maio de 2021   | 3.31                    |
| 5   | "Heart Burned"                 | Allison Liddi-Brown | Evangeline Ordaz                                        | 13 de maio de 2021  | 2.52                    |
| 6   | "Just Because You're Paranoid" | Yangzom Brauen      | História por : Meghann Plunkett Roteiro por : Rob Giles | 20 de maio de 2021  | 2.97                    |
| 7   | "Race"                         | Jesse Williams      | Staci Okunola                                           | 27 de maio de 2021  | 2.85                    |
| 8   | "It's All About the Chemistry" | Yangzom Brauen      | Joan Rater & Tony Phelan                                | 3 de junho de 2021  | 2.82                    |
| 9   | "Trial Day"                    | Adam Arkin          | Krista Vernoff                                          | 10 de junho de 2021 | 2.82                    |
| 10  | "36 Hours"                     | Paris Barclay       | Krista Vernoff                                          | 10 de junho de 2021 | 2.83                    |

## Produção

### Desenvolvimento
Em 31 de outubro de 2019, Rebel recebeu um compromisso de piloto colocado pela ABC. Em 23 de janeiro de 2020, foi dado um pedido de piloto. Em 16 de setembro de 2020, a ABC deu um pedido em série para a produção. O piloto é escrito por Krista Vernoff e dirigido por Tara Nicole Weyr. A série é criada por Vernoff, que era esperada para atuar como produtora executiva ao lado de Erin Brockovich, John Davis, John Fox, Andrew Stearn e Alexandre Schmitt. As produtoras envolvidas na série foram programadas para consistir em Davis Entertainment, ABC Signature e Sony Pictures Television. Em 25 de janeiro de 2021, Marc Webb e Adam Arkin foram adicionados como produtores executivos. Em 14 de maio de 2021, a ABC cancelou a série após uma temporada. Em 15 de julho de 2021, foi relatado que a série entrou em negociações para se mudar para o IMDb TV para uma potencial segunda temporada. Um mês depois, a criadora da série, Vernoff, anunciou que os planos para uma segunda temporada estavam mortos.

### Seleção de elenco
Após o anúncio do pedido do piloto, Katey Sagal foi escalada para estrelar. Em fevereiro de 2020, John Corbett, James Lesure, Tamala Jones e Ariela Barer se juntaram ao elenco principal. Em março de 2020, Andy Garcia e Lex Scott Davis foram escalados para papéis principais. Em 20 de setembro de 2020, Kevin Zegers e Sam Palladio se juntaram ao elenco como líderes opostos de Segal. Em 25 de janeiro de 2021, Dan Bucatinsky foi escalado em capacidade recorrente. Em 9 de fevereiro de 2021, Mary McDonnell, Adam Arkin, Matthew Glave e Jalen Thomas Brooks se juntaram ao elenco em papéis recorrentes. Em 25 de fevereiro de 2021, Abigail Spencer se juntou ao elenco em um papel recorrente.

### Filmagens
A série começou a ser filmada em 2 de dezembro de 2020, em Los Angeles, Califórnia.

## Lançamento
A série estreou em 8 de abril de 2021, na ABC. Rebel foi ao ar no Canadá na CTV, em transmissão simultânea com a ABC nos Estados Unidos. Internacionalmente, a série estreou no Disney+ sob o hub de streaming dedicado Star como uma série original, em 28 de maio de 2021. Na América Latina, a série estreia como original Star+.

## Recepção
No Rotten Tomatoes, a série possui um índice de aprovação de 38% com base em 8 análises críticas, com uma classificação média de 6/10. O Metacritic deu à série uma pontuação média ponderada de 57 de 100 com base em 7 críticas, indicando "críticas mistas ou médias".